# Chiesa di Santa Maria delle Grazie a Mondragone (Napoli)
La chiesa di Santa Maria delle Grazie è tra le principali chiese tardo barocche di Napoli; si trova a margine della piazzetta Mondragone.

## Storia e descrizione

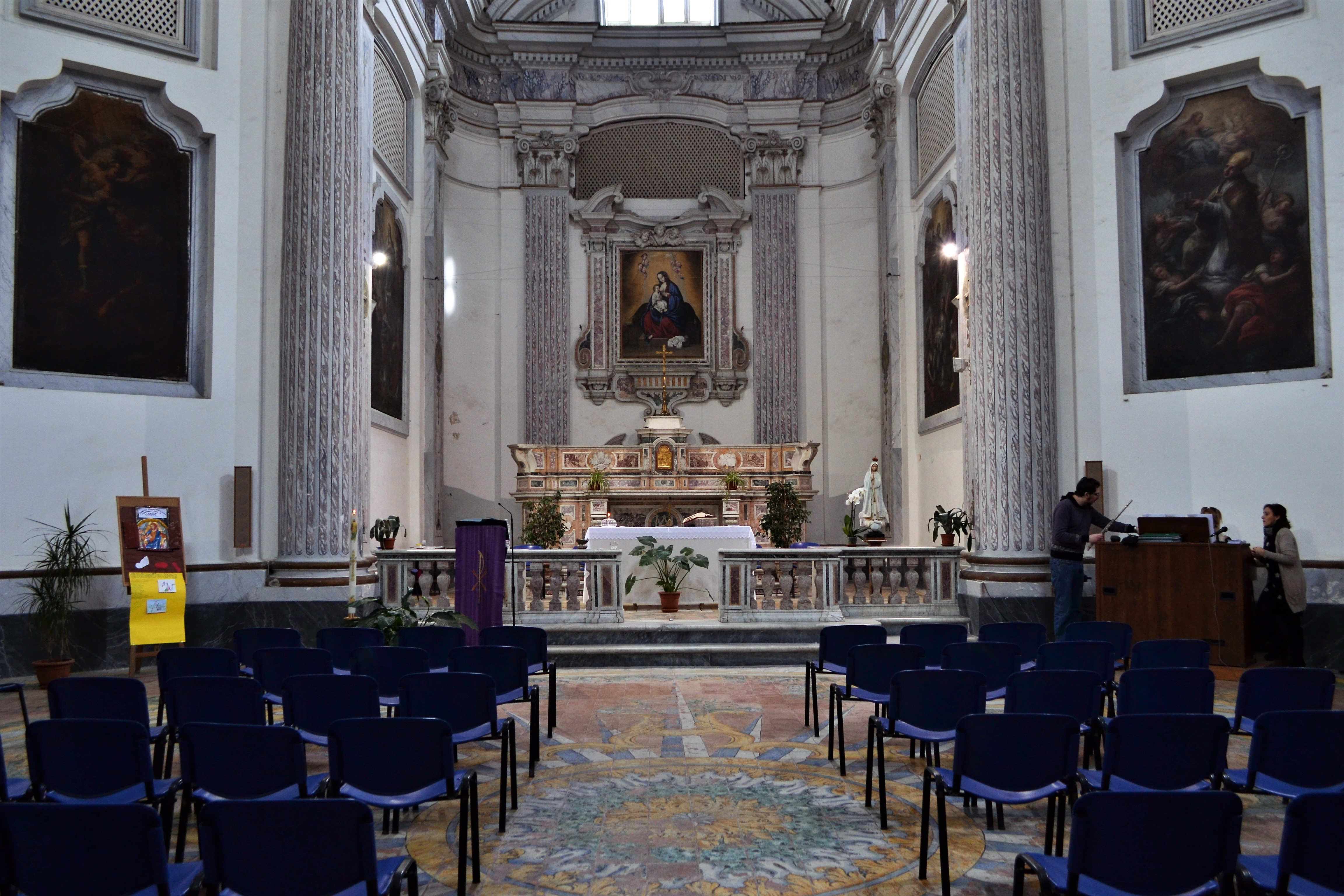
L'interno tardo barocco

La chiesa, oggi proprietà della fondazione Mondragone, fu eretta nelle immediate adiacenze del convento, un ritiro per vedove nobile fondato nel 1655 da Elena Aldobrandini, vedova di Don Antonio Carafa, principe di Stigliano e duca di Mondragone. L'edificio attuale fu progettato dall'architetto Arcangelo Guglielmelli tra il 1715 e il 1723; egli arricchì la chiesa con pregevoli marmi policromi, visibili soprattutto nelle grandi colonne composite che terminano con capitelli dorati. Nel 1723 il Guglielmelli morì e al suo posto subentrò Giovan Battista Nauclerio, che progettò il fastoso portale in piperno, il pavimento in maiolica e l'apparato decorativo in stucco.
L'interno, a croce greca iscritta in un ottagono, presenta un paliotto in stucco di Giuseppe Scarola e arredi settecenteschi di Giuseppe Ricciardella; l'altare maggiore fu progettato da Ferdinando Sanfelice. I dipinti conservati nella chiesa sono per la gran parte di Giuseppe Marullo e Girolamo Cenatiempo.